# Elias Frantzen
Elias Frantzen var en dansk porslinsmålare. 
Han var son till porslinsmålaren Henrik Frantzen och Marie Jensdatter och broder till porslinsmålarna Frans Henrik Frantzen och Johan Otto Frantzen. Han var enligt Weilbach verksam som porslinsmålare vid Mariebergs porslinsfabrik i Stockholm från 1766.